# 檢疫犬

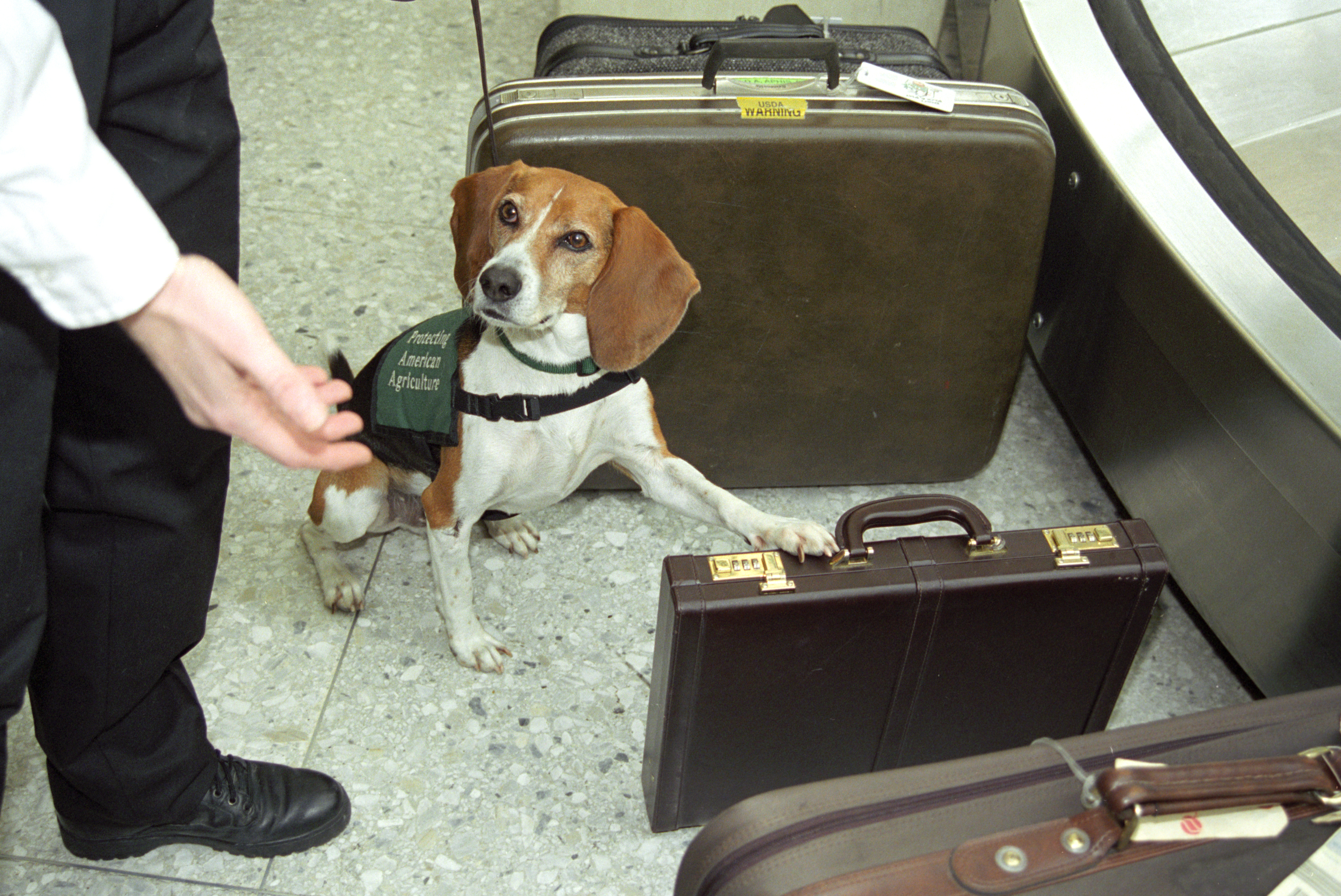
在美國海關嗅探旅客行李的工作犬。

檢疫犬是經過特殊訓練、用於偵測入境旅客行李中攜帶之農畜產品的犬隻。美國、澳洲、日本、中國、台灣、韓國等國家地區皆有檢疫犬制度。

## 各地情形

### 台灣

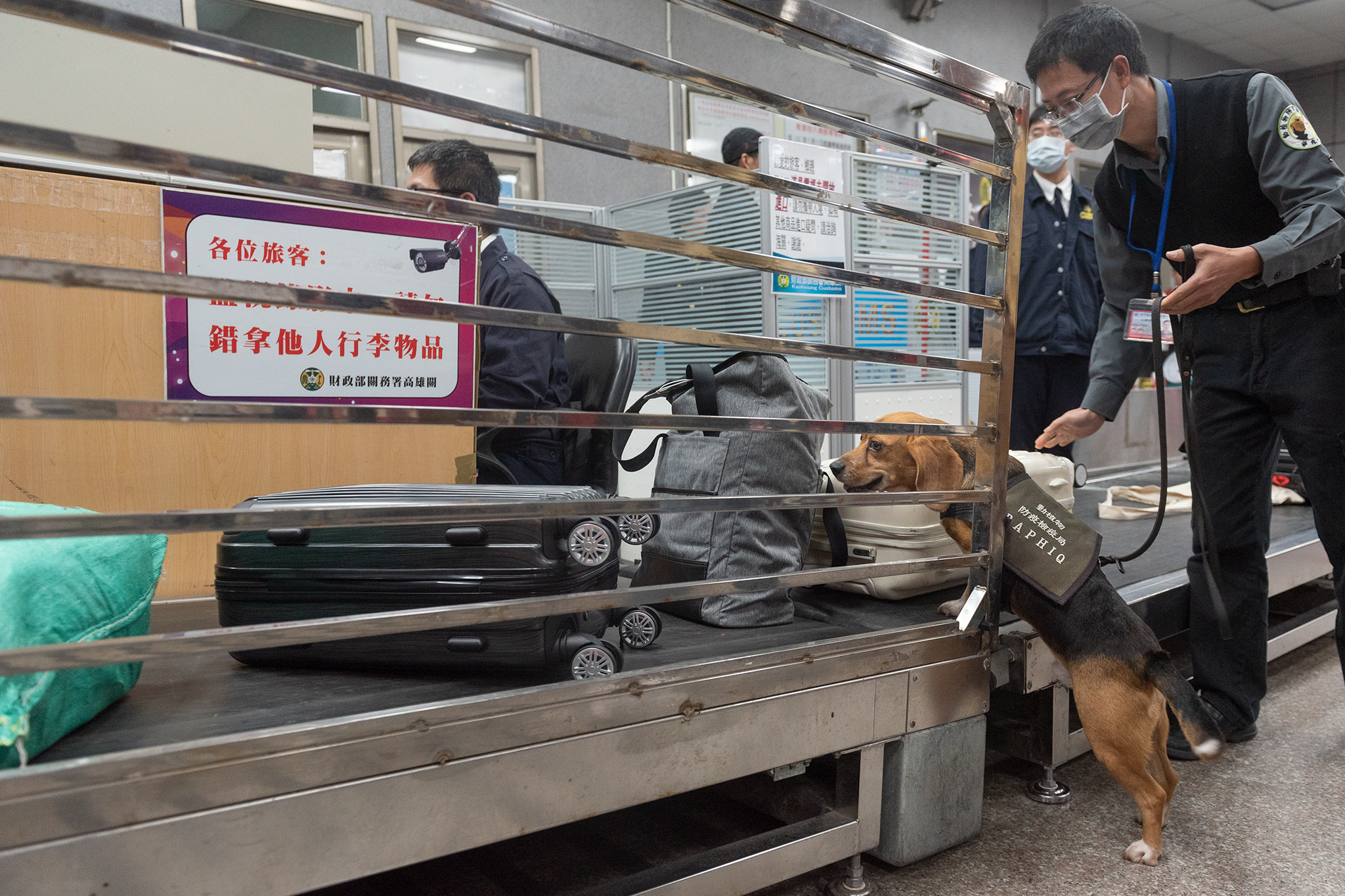
在台灣的檢疫犬。

台灣是亞洲首個引進檢疫犬的國家地區。2002年，中華民國行政院農業委員會從美國引進檢疫犬制度，陳晟鐘在美國檢疫犬訓練中心受訓後，成為台灣首位檢疫犬訓練師，並從美國帶回三隻檢疫犬。
台灣的檢疫犬犬種以米格魯為主，亦有少量拉不拉多。有部分檢疫犬是從無法勝任的緝毒犬轉任或從流浪狗訓練而成的。檢疫犬需花8至9個月時間接受訓練師的訓練，並與領犬員培養情感和默契。牠們服役期間通常為4至7年，一天工作時間不超過四小時。每隻檢疫犬一年內的花費約為新台幣三萬元。

## 外部連結
- 獨立特派員 第583集 (非洲豬瘟剋星)
- 臺灣農民力第16集：動植物防疫檢疫--神通廣大檢疫犬
- 《一日系列第一百零六集》嗶嗶!!你不能過海關!!邰哥與痴痴帶你了解國家大門的守護神犬!!-一日領犬員feat.白癡公主 （页面存档备份，存于）
- 檢疫犬訓練大公開！狸貓當一日訓練師？ （页面存档备份，存于）